# Adolf Giesen (Physiker)
Adolf Giesen (* 1946) ist ein deutscher Physiker, der sich mit Lasern befasst. Er entwickelte den Scheibenlaser.
Giesen wurde 1982 an der Universität Bonn in Physik promoviert (Dissertation: Resonatorinterne Frequenzverdopplung eines Farbstoff-Ring-Lasers bis zu einer Wellenlänge von 282 nm zum Nachweis des OH-Moleküls). Von 1982 bis 1986 arbeitete an Hochleistungs-Kohlendioxidlasern am Institut für Technische Physik des Deutschen Zentrums für Luft- und Raumfahrt (DLR) in Stuttgart. 1986 bis 2007 war er Leiter der Abteilung Laser und Optik am neu gegründeten Institut für Strahlenwerkzeuge (IFSW) der Universität Stuttgart. Dort arbeitete er an Hochleistungs-Kohlendioxidlasern, Festkörperlasern, Phasenkopplung von Diodenlasern, Scheibenlasern, Charakterisierung von Laserstrahlen und optischen Komponenten und industriellen Laseranwendungen. 2006 habilitierte er sich an der Universität Stuttgart (Fakultät für Maschinenbau) und war dort Privatdozent. Ab 2007 war er Direktor des Instituts für Technische Physik des DLR in Stuttgart.
Anfang der 1990er Jahre entwickelte er in Stuttgart den Scheibenlaser.
2002 erhielt er mit seiner Arbeitsgruppe Scheibenlaser den Berthold Leibinger Innovationspreis, 2004 den Rank Prize und 2017 den Charles Hard Townes Award.

## Schriften
- A. Giesen, H. Hügel, A. Voss, K. Wittig, U. Brauch, H. Opower: Scalable concept for diode-pumped high-power solid-state lasers. In: Applied Physics B. 58, Nr. 5, 1994, S. 365–372.